# Seznam panovníků Svaté říše římské
Seznam panovníků Svaté říše římské zahrnuje vladaře – krále a císaře – Svaté říše římské, která v letech 936–1806 spojovala různé státy především střední Evropy a severní Itálie.
Za panování východofranského krále Oty I. Svatá říše římská de facto vznikla jeho císařskou korunovací, ke které došlo roku 962. Důležité bylo, že Ota I. ovládl již před tím část severní Itálie a byl korunován italským králem. Roku 1033 se součástí říše stalo burgundské království. Od té doby tvořila říši tria regna, tři království, Německo, Itálie a Burgundsko. Panovník, který byl řádně zvolen německým králem, měl nárok být korunován také italským králem (železnou korunou Langobardů) a burgundským (arelatským králem). Posledním arelatským králem byl Karel IV., který roku 1378 daroval burgundské království francouzskému korunnímu princi Karlovi (budoucímu králi Karlu VI.). Za Františka II. Habsburského říše roku 1806 formálně zanikla (František již roku 1804 přijal titul císaře rakouského).

## Středověcí panovníci (962–1437)
| Jméno              | Portrét | Dynastie        | Král Období vlády | Císař Období vlády | Poznámky | Rodiče                                    |
| Ota I. Veliký      |         | Saská dynastie  | 936–973           | 962–973            | také východofranckým králem a saským vévodou | Jindřich I. Ptáčník Matylda z Ringelheimu |
| Ota II.            |         | Saská dynastie  | 961–983           | 967–983            | | Ota I. Veliký Adéla Burgundská            |
| Ota III.           |         | Saská dynastie  | 983–1002          | 996–1002           | * králem korunován v prosinci 983 v Cáchách * císařem korunován 21. května 996 v Římě Řehořem V. | Ota II. Theofano                          |
| Jindřich II. Svatý |         | Saská dynastie  | 1002–1024         | 1014–1024          | také bavorským vévodou * králem korunován 7. června 1002 v Mohuči * císařem korunován 14. února 1014 v Římě Benediktem VIII. | Jindřich II. Svárlivý Gisela Burgundská   |
| Konrád II.         |         | Sálská dynastie | 1024–1039         | 1027–1039          | také bavorským vévodou a burgundským králem * králem korunován 8. září 1024 v Mohuči * císařem korunován 26. března 1027 v Římě Janem XIX. | Jindřich II. Špýrský Adéla z Mety         |
| Jindřich III.      |         | Sálská dynastie | 1039–1056         | 1046–1056          | také bavorským, švábským vévodou a burgundským králem, za jeho vlády včleněno Burgundské království do SŘŘ * králem korunován 14. dubna 1028 v Cáchách * císařem korunován 25. prosince 1046 v Římě Klementem II.                                                                     | Konrád II. Gisela Švábská                 |
| Jméno              | Portrét | Dynastie        | Král              | Císař              | Poznámky | Rodiče                                    |
| Jindřich IV.       |         | Sálská dynastie | 1056–1099         | 1084–1106          | také bavorským vévodou jako Jindřich VIII. * králem korunován 17. července 1054 v Cáchách, donucen synem Jindřichem abdikovat * spolukrálové Konrád III. a Jindřich V., vzdorokrálové Rudolf Švábský a Heřman Lucemburský * císařem korunován 31. prosince 1105 v Římě Klementem III. | Jindřich III. Anežka z Poitou             |
| Konrád (III.)      |         | Sálská dynastie | 1087–1098         | -                  | také italským králem a dolnolotrinským vévodou *králem korunován 30. května 1087 v Cáchách, sesazen * spolukrál Jindřich IV., vzdorokrálové Rudolf Švábský a Heřman Lucemburský | Jindřich IV. Berta Savojská               |
| Rudolf Švábský     |         |                 | 1077–1080         | -                  | také švábským vévodou * králem korunován 26. března 1077 ve Forchheimu * vzdorokrál za vlády císaře Jindřicha IV. | Kun z Rheinfeldu                          |
| Heřman Lucemburský |         | Salmové         | 1081–1088         | -                  | také hrabětem ze Salmu * králem korunován 26. prosince 1081 ve Goslaru, vzdal se trůnu * vzdorokrál za vlády císaře Jindřicha IV. | Giselbert Lucemburský                     |
| Jindřich V.        |         | Sálská dynastie | 1099–1125         | 1111–1125          | * králem korunován 6. ledna 1099 v Cáchách, do roku 1106 spolukrálem Jindřicha IV. * císařem korunován 13. dubna 1111 v Římě Paschalisem II. | Jindřich IV. Berta Savojská               |
| Lothar III.        |         | Supplinburgové  | 1125–1137         | 1133–1137          | také saským vévodou * králem korunován 13. září 1125 v Cáchách * císařem korunován 4. června 1135 v Římě Inocencem II. | Gebhard Süpplinburský Hedvika z Frombachu |

| Jméno                  | Portrét | Dynastie     | Král                | Císař     | Poznámky | Rodiče                                     |
| Konrád III.            |         | Štaufové     | 1127–1135 1138–1152 | -         | také italským a burgundským králem a franckým vévodou * králem korunován 13. března 1138 v Cáchách, 1127–1135 vzdorokrálem                                                                     | Fridrich I. Švábský Anežka z Waiblingenu   |
| Jindřich (VI.)         |         | Štaufové     | 1147–1150           | -         | * králem korunován 30. března 1147 v Cáchách | Konrád III. Gertruda ze Sulzbachu          |
| Fridrich I. Barbarossa |         | Štaufové     | 1152–1190           | 1155–1190 | * králem korunován 9. března 1152 v Cáchách * císařem korunován 18. června 1155 v Římě Hadriánem IV.                                                                                           | Fridrich II. Švábský Judita Bavorská       |
| Jindřich VI. Štaufský  |         | Štaufové     | 1190–1197           | 1191–1197 | také sicilským králem jako Jindřich I. * králem korunován 15. srpen 1189 v Cáchách | Fridrich I. Barbarossa Beatrix Burgundská  |
| Filip II.              |         | Štaufové     | 1198–1208           | -         | také švábským vévodou a toskánským markrabětem zavražděn bavorským falckrabětem Otou VIII. * králem korunován 8. září 1198 v Mohuči                                                            | Fridrich I. Barbarossa Beatrix Burgundská  |
| Ota IV.                |         | Welfové      | 1198–1215           | 1209–1215 | * králem korunován 12. července 1198 v Cáchách * císařem korunován 4. října 1209 v Římě Inocencem III.                                                                                         | Jindřich Lev Matylda Anglická              |
| Fridrich II.           |         | Štaufové     | 1212–1250           | 1220–1250 | * vzdorokrálem korunován 9. prosince 1212 v Mohuči a králem 23. července 1215 v Cáchách * císařem korunován 22. listopadu 1220 v Římě Honoriem III., roku 1245 papežem prohlášen za sesazeného | Jindřich VI. (císař) Konstancie Sicilská   |
| Jméno                  | Portrét | Dynastie     | Král                | Císař     | Poznámky | Rodiče                                     |
| Jindřich (VII.)        |         | Štaufové     | 1220–1235 spolukrál | -         | také titulárním sicilským králem a švábským vévodou * králem korunován 8. května 1222 v Cáchách                                                                                                | Fridrich II. Konstancie Aragonská          |
| Jindřich Raspe         |         | Ludowingové  | 1246–1247           | -         | durynským lankrabětem * králem zvolen 22. května 1246, vzdorokrál za vlády Fridricha II. a Konráda IV.                                                                                         | Heřman I. Durynský Žofie Bavorská          |
| Konrád IV.             |         | Štaufové     | 1237–1254           | -         | také sicilským a jeruzalemským králem * králem prohlášen roku 1237 na vídeňském shromáždění | Fridrich II. Jolanda Jeruzalémská          |
| Vilém                  |         | -            | 1247–1256           | -         | také holandským hrabětem * králem korunován 1. listopadu 1248 v Cáchách | Florens IV. Holandský Matylda Brabantská   |
| Interregnum            |         |              |                     |           | |                                            |
| Richard I.             |         | Plantageneti | 1257–1272           | -         | také hrabětem z Poitou a Cornwallu * králem korunován 27. května 1257 v Cáchách | Jan Bezzemek Isabela z Angoulême           |
| Alfons Moudrý          |         | Burgundové   | 1257–1284           | -         | také kastilsko-leónským králem jako Alfons X. | Ferdinand III. Kastilský Alžběta Štaufská  |
| Rudolf I.              |         | Habsburkové  | 1273–1291           | -         | také korutanský a rakouský vévoda | Albrecht IV. Habsburský Hedvika z Kyburgu  |
| Adolf                  |         | Nasavští     | 1292–1298           | -         | také korutanský a rakouský vévoda | Walram II. Nasavský Adéla z Katzenelnbogen |
| Albrecht I.            |         | Habsburkové  | 1298–1308           | -         | také štýrský a rakouský vévoda | Rudolf I. Habsburský Gertruda z Hohenbergu |

| Jméno            | Portrét | Dynastie       | Král      | Císař     | Poznámky | Rodiče                                            |
| Jindřich VII.    |         | Lucemburkové   | 1308–1313 | 1312–1313 | také lucemburský hrabě | Jindřich VI. Lucemburský Beatrix z Avesnes        |
| Fridrich Sličný  |         | Habsburkové    | 1314–1330 | -         | také vévoda rakouský a štýrský * králem zvolen 19. října 1314 v Sachsenhausenu a korunován v Bonnu kolínským arcibiskupem Jindřichem II. Virneburským, od roku 1326 spoluvládcem Ludvíka IV. Bavora | Albrecht I. Habsburský a Alžběta Goricko-Tyrolská |
| Ludvík IV. Bavor |         | Wittelsbachové | 1314–1347 | 1328–1347 | také bavorský vévoda a rýnský falckrabě * králem zvolen 20. října 1314 ve Frankfurtu a korunován v Cáchách mohučským arcibiskupem Petrem z Aspeltu * císařem korunován 17. ledna 1328 v Římě | Ludvík II. Hornobavorský Matylda Habsburská       |
| Karel IV.        |         | Lucemburkové   | 1346–1378 | 1355–1378 | také král český a lombardský, markrabě moravský a hrabě lucemburský * králem zvolen 11. června 1346 v Rhensu a korunován 26. listopadu 1346 v Bonnu, do roku 1347 vzdorokrálem za vlády Ludvíka IV. Bavora * králem zvolen 17. června 1349 ve Frankfurtu a 25. června 1349 korunován v Cáchách * císařem korunován 5. dubna 1355 v Římě papežem Inocencem VI. | Jan Lucemburský Eliška Přemyslovna                |
| Václav IV.       |         | Lucemburkové   | 1376–1400 | -         | také král český jako Václav IV. a braniborský kurfiřt * králem zvolen 10. června 1376 a korunován 6. července 1376 v Cáchách, sesazen | Karel IV. Anna Svídnická                          |
| Ruprecht I.      |         | Wittelsbachové | 1400–1410 | -         | také falcký kurfiřt jako Ruprecht III. * králem zvolen 20. srpna 1400 v Rhensu a korunován v lednu 1401 v Kolíně arcibiskupem Fridrichem III. ze Saarwerdenu | Ruprecht II. Falcký Beatrix Sicilská              |
| Jošt Moravský    |         | Lucemburkové   | 1410–1411 | -         | také markrabě moravský, braniborský kurfiřt a lucemburský vévoda * králem zvolen 1. října 1410 | Jan Jindřich Markéta Opavská                      |
| Zikmund          |         | Lucemburkové   | 1411–1437 | 1433–1437 | také uherský král, český král a braniborský kurfiřt * králem zvolen 21. července 1411 a korunován 8. listopadu 1414, při první volbě v září 1410 mu chyběl potřebný počet hlasů a při opakované volbě byl králem zvolen bratranec Jošt | Karel IV. Eliška Pomořanská                       |
| Jméno            | Portrét | Dynastie       | Král      | Císař     | Poznámky | Rodiče                                            |

## Dynastie Habsburků(1438–1740)
| Jméno          | Portrét | Dynastie    | Král      | Císař     | Poznámky | Rodiče                                         |
| Albrecht II.   |         | Habsburkové | 1438–1439 | -         | také český, uherský a haličsko-lodomerský král, moravský markrabě a rakouský vévoda * korunován 29. června 1438 | Albrecht IV. Rakouský Johana Žofie Bavorská    |
| Fridrich III.  |         | Habsburkové | 1440–1493 | 1452–1493 | také rakouský arcivévoda, korutanský, štýrský a kraňský vévoda * králem korunován 17. června 1442 v Cáchách * císařem korunován 19. března 1452 v Římě                                                                    | Arnošt Habsburský Cimburgis Mazovská           |
| Maxmilián I.   |         | Habsburkové | 1493–1519 | 1508–1519 | také rakouský arcivévoda a lucemburský vévoda * králem korunován 9. dubna 1486 v Cáchách a na trůn nastoupil po otcově smrti v roce 1493                                                                                  | Fridrich III. Habsburský Eleonora Portugalská  |
| Karel V.       |         | Habsburkové | 1519–1556 | 1530–1556 | také kastilský, aragonský, leónský, sicilský a neapolský král, rakouský arcivévoda a burgundský, lucemburský a brabantský vévoda * králem korunován 26. října 1520 v Cáchách * císařem korunován 24. února 1530 v Bologni | Filip I. Sličný Jana I. Kastilská              |
| Ferdinand I.   |         | Habsburkové | 1531–1564 | 1556–1564 | také český, uherský a chorvatský král, rakouský arcivévoda a moravský markrabě * králem korunován 11. ledna 1531 v Cáchách * císařem korunován 14. března 1558 ve Frankfurtu                                              | Filip I. Sličný Jana I. Kastilská              |
| Maxmilián II.  |         | Habsburkové | 1562–1576 | 1564–1576 | také český a uherský král, rakouský arcivévoda a moravský markrabě * králem korunován 26. listopadu 1562 | Ferdinand I. Habsburský Anna Jagellonská       |
| Rudolf II.     |         | Habsburkové | 1575–1612 | 1576–1612 | také český, uherský a chorvatský král, rakouský arcivévoda a moravský markrabě * králem zvolen 27. října a korunován 1. listopadu 1575 v Řezně                                                                            | Maxmilián II. Habsburský Marie Španělská       |
| Jméno          | Portrét | Dynastie    | Král      | Císař     | Poznámky | Rodiče                                         |
| Matyáš I.      |         | Habsburkové | 1612–1618 | 1612–1619 | také český, uherský a chorvatský král, rakouský arcivévoda a moravský markrabě | Maxmilián II. Habsburský Marie Španělská       |
| Ferdinand II.  |         | Habsburkové | 1618–1637 | 1619–1637 | také český, uherský a chorvatský král, arcivévoda rakouský, vévoda štýrský a markrabě moravský | Karel II. Štýrský Marie Anna Bavorská          |
| Ferdinand III. |         | Habsburkové | 1636–1653 | 1637–1657 | také český, uherský a chorvatský král a rakouský arcivévoda | Ferdinand II. Štýrský Marie Anna Bavorská      |
| Leopold I.     |         | Habsburkové | 1658–1705 | 1658–1705 | také český a uherský král a rakouský arcivévoda | Ferdinand III. Habsburský Marie Anna Španělská |
| Josef I.       |         | Habsburkové | 1690–1711 | 1705–1711 | také český a uherský král a rakouský arcivévoda | Leopold I. Eleonora Magdalena Falcko-Neuburská |
| Karel VI.      |         | Habsburkové | -         | 1711–1740 | také český, uherský, chorvatský a sicilský král, rakouský arcivévoda, lucemburský, milánský a parmský vévoda a kníže sedmihradský                                                                                         | Leopold I. Eleonora Magdalena Falcko-Neuburská |
| Jméno          | Portrét | Dynastie    | Král      | Císař     | Poznámky | Rodiče                                         |

## Období interregna a dynastie Wittelsbachů (1740–1745)
Dědičkou trůnu po smrti císaře Karla VI. se v roce 1740 stala jeho dcera Marie Terezie, která vládla v letech 1740–1745 svým rodovým državám jako arcivévodkyně rakouská a královna česká a uherská. Její nároky v Říši však nebyly uznány a po dvouletém období interregna v letech 1740–1742 byl císařem korunován Karel VII. Bavorský. Teprve po Karlově smrti v roce 1745, byl muž Marie Terezie, František Štěpán Lotrinský jmenován císařem. Marie Terezie získala titul císařovna-manželka, avšak její skutečná moc i poté vycházela z titulu vládkyně habsburských zemí.
| Jméno               | Portrét | Dynastie       | Král | Císař     | Poznámky                                                                    | Rodiče                                        |
| Karel VII. Bavorský |         | Wittelsbachové | –    | 1742–1745 | také bavorský kurfiřt a český král * korunován 12. února 1742 ve Frankfurtu | Maxmilián II. Emanuel Tereza Kunhuta Sobieská |

## Habsbursko-lotrinská dynastie(1745–1806)
| Jméno                         | Portrét | Dynastie                      | Král | Císař     | Poznámky | Rodiče                                              |
| František I. Štěpán Lotrinský |         | Habsbursko-lotrinská dynastie | –    | 1745–1765 | také lotrinský vévoda, toskánský velkovévoda a těšínský kníže * korunován 4. října 1745 ve Frankfurtu | Leopold Josef Lotrinský Alžběta Charlotta Orleánská |
| Josef II.                     |         | Habsbursko-lotrinská dynastie | –    | 1765–1790 | také český, uherský a chorvatský král, rakouský arcivévoda, lucemburský, těšínský a milánský vévoda * korunován 3. dubna 1764 ve Frankfurtu | František I. Štěpán Lotrinský Marie Terezie         |
| Leopold II.                   |         | Habsbursko-lotrinská dynastie | –    | 1790–1792 | také český, uherský a chorvatský král, rakouský arcivévoda, toskánský velkovévoda, lucemburský a milánský vévoda a flanderský hrabě * korunován 9. října 1790 ve Frankfurtu | František I. Štěpán Lotrinský Marie Terezie         |
| František II.                 |         | Habsbursko-lotrinská dynastie | –    | 1792–1806 | také český, uherský, chorvatský a slavonský, haličský a vladimiřský, dalmátský a lombardsko-benátský král, rakouský arcivévoda, lucemburský a milánský vévoda a flanderský hrabě * korunován 14. července 1792 ve Frankfurtu * 6. srpna 1806 se titulu císař Svaté říše římské vzdal | Leopold II. Marie Ludovika Španělská                |
| Jméno                         | Portrét | Dynastie                      | Král | Císař     | Poznámky | Rodiče                                              |